# Trigonoderus filatus
Trigonoderus filatus är en stekelart som beskrevs av Walker 1836. Trigonoderus filatus ingår i släktet Trigonoderus och familjen puppglanssteklar. Arten är reproducerande i Sverige. Inga underarter finns listade i Catalogue of Life.